# Scherma ai Giochi della XXX Olimpiade - Spada a squadre femminile
La spada a squadre femminile dei giochi olimpici di Londra 2012 si è svolta il 4 agosto 2012 presso l'ExCeL Exhibition Centre.

## Formato della gara
Tutte le gare di scherma si sono svolte ad eliminazione diretta.
Le gare individuali, il fioretto maschile e femminile, la sciabola maschile e la spada femminile iniziano con i trentaduesimi. Essendoci meno di 64 concorrenti, alcuni passano automaticamente il primo turno. La spada maschile e la sciabola femminile partono dai sedicesimi, con al massimo due partecipanti che iniziano automaticamente dal secondo turno. Il tabellone si basa sul ranking della federazione internazionale.
Tutte le gare a squadre hanno otto partecipanti, tranne quelle per cui il Regno Unito (paese organizzatore) ha scelto di presentare una squadra. Anche qui il tabellone si basa sul ranking della federazione internazionale.
In caso di parità (sia nell'individuale che a squadre) gli schermidori proseguono per un ulteriore minuto, ed uno dei due viene scelto casualmente. Il primo a fare un punto vince, ma se nessuno segna un punto vince chi era stato scelto.

## Programma
| Date                  | Time  | Round                   |
| --------------------- | ----- | ----------------------- |
| Sabato, 4 agosto 2012 | 09:00 | Qualificazioni e finale |

## Risultati

### Finali
|  | Quarti                | Quarti                |               |        | Semifinale            | Semifinale |  |  | Finale | Finale |
|  |                       |                       |               |        |                       |            |  |  |        |        |
|  |                       |                       |               |        |                       |            |  |  |        |        |
|  |                       |                       |               |        |                       |            |  |  |        |        |
|  | Romania               | 38                    |               |        |                       |            |  |  |        |        |
|  | Romania               | 38                    |               |        |                       |            |  |  |        |        |
|  | Corea del Sud         | 45                    |               |        |                       |            |  |  |        |        |
|  | Corea del Sud         | 45                    | Corea del Sud | 45     |                       |            |  |  |        |        |
|  |                       |                       | Corea del Sud | 45     |                       |            |  |  |        |        |
|  |                       | Stati Uniti d'America | 36            |        |                       |            |  |  |        |        |
|  | Stati Uniti d'America | Stati Uniti d'America | 36            | 45     |                       |            |  |  |        |        |
|  | Stati Uniti d'America |                       |               | 45     |                       |            |  |  |        |        |
|  | Italia                | 35                    |               |        |                       |            |  |  |        |        |
|  | Italia                | 35                    | Corea del Sud | 25     |                       |            |  |  |        |        |
|  |                       |                       | Corea del Sud | 25     |                       |            |  |  |        |        |
|  |                       | Cina                  | 39            |        |                       |            |  |  |        |        |
|  | Cina                  | Cina                  | 39            | 45     |                       |            |  |  |        |        |
|  | Cina                  |                       |               | 45     |                       |            |  |  |        |        |
|  | Germania              | 42                    |               |        |                       |            |  |  |        |        |
|  | Germania              | 42                    | Cina          | 20     | 3º posto              | 3º posto   |  |  |        |        |
|  |                       |                       | Cina          | 20     | 3º posto              | 3º posto   |  |  |        |        |
|  |                       | Russia                | 19            |        |                       |            |  |  |        |        |
|  | Ucraina               | Russia                | 19            | 34     | Stati Uniti d'America | 31         |  |  |        |        |
|  | Ucraina               |                       |               | 34     | Stati Uniti d'America | 31         |  |  |        |        |
|  | Russia                | 45                    |               | Russia | 30                    |            |  |  |        |        |
|  | Russia                | 45                    |               |        | 30                    |            |  |  |        |        |
|  |                       |                       |               |        |                       |            |  |  |        |        |
|  |                       |                       |               |        |                       |            |  |  |        |        |

### Classificazione 5º–8º posto
|  | Semifinali 5º-8º posto | Semifinali 5º-8º posto | Semifinali 5º-8º posto |          |         | Finale 5º posto | Finale 5º posto | Finale 5º posto |  |
|  |                        |                        |                        |          |         |                 |                 |                 |  |
|  | Romania                | Romania                | 45                     |          |         |                 |                 |                 |  |
|  | Romania                | Romania                | 45                     |          |         |                 |                 |                 |  |
|  | Italia                 | Italia                 | 38                     |          |         |                 |                 |                 |  |
|  | Italia                 | Italia                 | 38                     |          | Romania | Romania         | 36              |                 |  |
|  |                        |                        |                        |          | Romania | Romania         | 36              |                 |  |
|  |                        |                        | Germania               | Germania | 45      |                 |                 |                 |  |
|  | Germania               | Germania               | Germania               | Germania | 45      | 45              |                 |                 |  |
|  | Germania               | Germania               |                        |          |         | 45              |                 |                 |  |
|  | Ucraina                | Ucraina                | 36                     |          |         | Finale 7º posto | Finale 7º posto | Finale 7º posto |  |
|  | Ucraina                | Ucraina                | 36                     |          |         |                 |                 |                 |  |
|  |                        |                        |                        |          |         |                 |                 |                 |  |
|  |                        |                        |                        |          |         | Italia          | Italia          | 45              |  |
|  |                        |                        |                        |          |         | Italia          | Italia          | 45              |  |
|  |                        |                        |                        |          |         | Ucraina         | Ucraina         | 40              |  |

## Classifica finale
| Pos.    | Squadra       | Atleti                                                                   |
| ------- | ------------- | ------------------------------------------------------------------------ |
| Oro     | Cina          | Li Na Luo Xiaojuan Sun Yujie Xu Anqi                                     |
| Argento | Corea del Sud | Shin A-lam Jung Hyo-jung Choi In-jeong Choi Eun-sook                     |
| Bronzo  | Stati Uniti   | Maya Lawrence Courtney Hurley Kelley Hurley Susie Scanlan                |
| 4       | Russia        | Violetta Kolobova Ljubov' Šutova Anna Sivkova Tat'jana Logunova          |
| 5       | Germania      | Imke Duplitzer Britta Heidemann Monika Sozanska                          |
| 6       | Romania       | Ana Maria Brânză Simona Gherman Anca Măroiu Loredana Dinu                |
| 7       | Italia        | Bianca Del Carretto Rossella Fiamingo Mara Navarria Nathalie Moellhausen |
| 8       | Ucraina       | Olena Kryvyc'ka Ksenija Panteljejeva Jana Šemjakina Anfisa Počkalova     |